# Sébastien Delfosse
Sébastien Delfosse (Oupeye, Valonia, 29 de noviembre de 1982) es un ciclista belga que fue profesional entre 2006 y 2018.

## Palmarés
2007
- Kattekoers
- Flecha de las Ardenas

2013
- Circuito de Valonia
- Vuelta a Colonia

2015
- Tour de Bretaña

2017
- La Drôme Classic[2]